# Kromosom 20 (čovjek)
Kromosom 20 u kariotipu čovjeka je autosomni kromosom, dvadeseti po redu po dimenzijama i broju nukleotida. Prema položaju centromere pripada metacentričnim kromosomima. Sastoji se od 62 milijuna nukleotida što predstavlja oko 2 % ukupne količine DNK u stanici.
Potvrđeno je da kromosom 20 sadrži oko 700 gena, ali se pretpostavlja da ih ima oko 800.
Broj polimorfizama jednog nukleotida (eng. Single Nucleotide Polymorphism - SNP) je oko 300 000.

## Geni kromosoma 20
Neki od važnijih gena kromosoma 20 jesu:
- AHCY: S-adenozilhomocistein hidrolaza
- ARFGEF2
- BMP2: protein 2 koštane morfogeneze
- DNAJC5
- EDN3: endotelin 3
- GSS: glutation sintetaza
- GNAS1: Gs alfa podjedinica membranskog G-proteina
- JAG1: jagged 1 (Alagilleov sindrom)
- PANK2: pantotenat kinaza 2
- PRNP: prionski protein (p27-30)
- tTG: tkivna transglutaminaza
- SALL4
- VAPB: VAMP (vesicle-associated membrane protein)-pridruženi protein B i C

## Bolesti vezane za kromosom 20
Poznat je sadržaj i raspored gena kromosoma 20 čije mutacije izazivaju niz nasljednih bolesti. Najvažnije bolesti vezane za mutacije na kromosomu 20 jesu:
- Albrightova nasljedna osteodistrofija
- deficit adenozin deaminaze
- Alagilleov sindrom
- celijakija
- galaktosialidoza
- dijabetes odraslih koji se javlja u mladoj dobi tip 1
- neurodegeneracija vezana za pantotenat kinazu
- Creutzfeldt-Jakobova bolest (prionska bolest)
- Waardenburgov sindrom